# کیکو (بازیکن فوتبال، زاده ۱۹۹۸)
کیکو (انگلیسی: Kiko؛ زادهٔ ۲۱ سپتامبر ۱۹۹۸) بازیکن فوتبال اهل اسپانیا است.
وی همچنین در تیم‌های ملی فوتبال Andorra national under-19 football team، زیر ۲۱ سال آندورا، و آندورا بازی کرده‌است.